# Patois
Pur senza una formale definizione linguistica, il termine patois (pronuncia /paˈtwa/) è usato per descrivere una lingua considerata non regolare. Deriva dal francese antico patoier, che significa gesticolare, da patte (= zampa) · .

## Uso del termine
Il termine implica distinzioni di classe tra i locutori del patois e quelli della forma linguistica dominante o standard usata in letteratura e nelle cronache (in gergo professionale l'acroletto).
A seconda dei casi, può riferirsi a:
- pidgin
- lingue creole
- dialetti
- altre forme di parlata nativa o locale.

Non si applica comunemente ai gerghi, che sono varietà linguistiche basate su un lessico. Esistono, tuttavia, alcune eccezioni come nel milanese, dove il termine indicava proprio il gergo tipico della malavita.
La parola presume una visione di tali idiomi come arretrati, rurali e non letterari, ed è quindi considerata offensiva dai locutori degli idiomi stessi.

## Nelle varie lingue
- In Francia il termine patois è stato usato per descrivere il francese non parigino, i dialetti e le lingue provinciali quali il bretone, il piccardo, l'occitano e il savoiardo dal 1643.
- In Italia con il termine patois vengono definiti alcuni idiomi regionali alpini del nord-ovest, in particolare il dialetto valdostano e le parlate gallo-italiche.
- Molte delle forme vernacolari di inglese parlate nei Caraibi sono anche dette patois (talvolta scritto in questo contesto patwah). Si nota specialmente in riferimento alla lingua creolo-giamaicana dal 1934.
- Spesso questi patois sono popolarmente considerati imbastardimenti dell'inglese o gerghi, ma casi come il giamaicano sono più correttamente classificati come lingue creole: questo, infatti, è il termine analogo nei Caraibi francofoni per gli idiomi locali derivati dal francese. Si parlano dei patois anche sulla costa atlantica della Costa Rica e nell'isola di Santa Lucia, nelle Piccole Antille.